# The Cricket in Times Square
The Cricket in Times Square é um livro infantil de 1960 escrito por George Selden e ilustrado por Garth Williams. Ganhou o prêmio Newbery Honor em 1961.
Selden deu esta explicação sobre qual era a ideia inicial do livro:
Uma noite eu estava voltando para casa no metrô e ouvi um grilo cantando na Times Square. A história se formou na minha mente em minutos. Um autor é muito grato por minutos como esses, embora eles aconteçam com pouca frequência.

## Trama
Em uma noite de verão, Mario Bellini encontra um grilo cantando perto da banca de jornal de seus pais na estação de metrô Times Square. Papa Bellini permite que Mario mantenha o grilo na banca de jornal como um animal de estimação, apesar do medo de Mama Bellini de que o grilo atraia mais insetos.
O nome do grilo é Chester. Naquela noite, Chester conhece Tucker Mouse e Harry Cat, melhores amigos que vivem em um cano de esgoto abandonado perto da banca de jornal. Chester conta que é de Connecticut e que chegou a Nova York depois de ficar preso acidentalmente em uma cesta de piquenique. Tucker e Harry mostram a ele a Times Square, que ele acha impressionante.
O Sr. Smedley, um professor de música que é cliente regular dos Bellinis, ouve Chester cantando e compara o grilo a Orfeu. Mario leva Chester para Chinatown e compra uma gaiola de críquete de um lojista chamado Sai Fong. Enquanto sonhava naquela noite, Chester come metade de uma nota de dois dólares. Os Bellinis decidem que Chester deve ficar na jaula até que Mario devolva os dois dólares. Para libertar Chester, Tucker doa todas as economias de sua vida, uma coleção de moedas roubadas da estação de metrô. Mario percebe que estava alimentando Chester com o tipo errado de comida. Ele leva Chester para ver Sai Fong, que a partir de então fornece a Chester um suprimento constante de folhas de amoreira.
Dois meses após a chegada de Chester à Times Square, ele oferece um jantar para Tucker e Harry na banca de jornal. Eles ligam o rádio e, para a alegria de Tucker e Harry, Chester começa a imitar as músicas. Tucker dança e acidentalmente derruba uma caixa de fósforos, incendiando a banca de jornal. Mama Bellini culpa Chester pelo incêndio e exige que ele vá embora. Chester, triste, canta uma das músicas que ouviu no rádio. A música é a favorita da Mama Bellini, e ela canta junto. Ela cede e permite que Chester fique.
Naquela noite, Chester ouve rádio para aprender mais sobre música humana. Na manhã seguinte, Chester chama o Sr. Smedley, que fica tão impressionado que escreve uma carta ao editor musical do The New York Times. A carta atrai multidões à banca de jornal. Chester dá concertos duas vezes por dia, mas na quinta-feira ele está exausto e decide se aposentar. Na sexta-feira à noite, ele faz um concerto de despedida. No bis final, ele toca o sexteto de Lucia di Lammermoor, e a cidade inteira para para ouvir.
Chester e Mario brincam juntos pela última vez. Mário adormece. Chester pega o sino de sua gaiola de críquete. Tucker e Harry levam Chester para a Grand Central Station. Quando Mario acorda, ele percebe que Chester foi para casa e fica feliz. Tucker sugere a Harry que eles visitem Connecticut no próximo verão.

## Adatapção
Em 1973, Chuck Jones escreveu e dirigiu uma curta versão animada de The Cricket in Times Square com Mel Blanc escalado como a voz de Tucker Mouse e Paul; Les Tremayne como as vozes de Chester Cricket, Harry Cat, Papa Bellini e Mr. Smedley; June Foray como Mama Bellini; e Kerry MacLane como Mario. O especial foi ao ar na ABC em 24 de abril de 1973.
Jones também escreveu e dirigiu duas sequências animadas, A Very Merry Cricket (1973) e Yankee Doodle Cricket (1975).

## Sequências
Selden escreveu seis continuações para o livro: Tucker's Countryside (1969), Harry Cat's Pet Puppy (1974), Chester Cricket's Pigeon Ride (1981), Chester Cricket's New Home (1983), Harry Kitten and Tucker Mouse (1986) e The Old Meadow (1987). Além disso, em 2011, a Macmillan lançou três livros de Harry Cat and Tucker Mouse, de Thea Feldman, baseados nos personagens de The Cricket in Times Square: Harry to the Rescue!, Estrelando Harry e Tucker's Beetle Band.